# Carvoeiro (Cabo Verde)
Carvoeiros (em Crioulo cabo-verdiano Skarber) é uma pequena povoação situada a norte da ilha de São Nicolau de Cabo Verde. Pertence a freguesia de Nossa Senhora do Rosário. Situa-se a 7Km da Vila de Ribeira Brava sede do Municipio. A população em sua maioria vive da agricultura tradicional, da pesca artesanal e sobretudo das remessas enviadas por emigrantes.